# IC 4563
IC 4563 је спирална галаксија у сазвјежђу Волар која се налази на листи објеката дубоког неба у Индекс каталогу.
Деклинација објекта је + 39° 49' 54" а ректасцензија 15h 36m 3,5s. Привидна величина (магнитуда) објекта IC 4563 износи 14,3 а фотографска магнитуда 15,1. IC 4563 је још познат и под ознакама MCG 7-32-33, CGCG 222-29, PGC 55565.